# Эпоха викингов в Эстонии
Эпоха викингов в Эстонии (эст. Eesti viikingiaeg) — период в истории Эстонии, часть более глобальной эпохи викингов (793—1066). В это время территория древней Эстонии была разделена на слабо связанные между собой регионы. Эпохе викингов в Эстонии предшествовали бронзовый и ранний железный века, в течение которых развивалось аграрное общество, период переселения народов (450—550) и эпоха до викингов (550—800). Сама эпоха викингов в Эстонии охватывает период примерно с 800 по 1050 год. Её зачастую определяют как часть железного века, который начался около 400 и закончился около 1200 года, вскоре после того, как эстонские викинги были упомянуты в «Хронике Эрика» как разграбившие Сигтуну в 1187 году.
Общество, хозяйство, области и характер расселения, а также культура территории современной Эстонии исследуется преимущественно по археологическим данным. Эпоху викингов в Эстонии принято характеризовать как период быстрых изменений. К её концу сформировалась эстонская крестьянская культура. Общая картина эпохи викингов в Эстонии представляется фрагментарной и поверхностной из-за ограниченного количества сохранившихся источников и материалов, свидетельствующих о ней. Основными источниками для изучения этого периода служат остатки ферм и крепостей той эпохи, кладбища и большое количество раскопанных объектов.
Для ландшафта древней Эстонии характерно обилие фортов, некоторые из которых, более поздних и расположенных на острове Сааремаа, были значительно укреплены к концу эпохе викингов, в XII веке . Районы северной и западной Эстонии в эпоху викингов относились к скандинавскому культурному пространству. На побережье Сааремаа находились средневековые порты, но ни один из них не был достаточно большим, чтобы стать центром международной торговли. На эстонских островах также был обнаружен целый ряд захоронений эпохи викингов, как индивидуальных, так и групповых, с оружием и украшениями. Оружие, найденное в эстонских захоронений эпохи викингов, схоже с оружием, обнаруженным в Северной Европе и Скандинавии.

## Письменные источники
Саксон Грамматик упоминает в своём труде жителей Эстонии и куршей в качестве участников битвы при Бровалле на стороне шведов против датчан, которым помогали ливы и венды Померании. В то же время он не упоминает балтийские племена, то есть латышей и литовцев, как участников этой битвы.
Снорри Стурлусон в своей «Саге об Инглингах» рассказывает, как шведский король и великий воин VII века Ингвар, сын Остена, был вынужден охранять берега своего королевства, отбиваясь от эстонских пиратов. В частности, повествуется о его походе в Эстонию, в ходе которого он пал в битве с большой армией эстляндцев. После битвы король Ингвар был похоронен недалеко от морского побережья в Эстонии, а шведы были вынуждены вернуться домой.
Согласно сагам из «Круга Земного», в 967 году норвежская королева Астрид бежала со своим сыном, будущим королём Норвегии Олафом Трюггвасоном, из своей страны в Новгород, где её брат Сигурд занимал почётное положение при дворе князя Владимира. По пути на их корабль напали «викинги из Эстонии», убившие часть его экипажа, а остальных взяв в рабство. Шесть лет спустя, когда Сигурд Эйриксон отправился в Эстонию собирать налоги от имени Вальдемара, он встретил Олафа на рынке на острове Сааремаа и выкупил его свободу. 
Битва между эстонскими и исландскими викингами у Сааремаа описана в «Саге о Ньяле» как произошедшая в 972 году.
Около 1008 года на Сааремаа высадился Олаф II Харальдссон, впоследствии ставший королём Норвегии. Местные жители, застигнутые врасплох, сначала пытались договориться о требованиях, выдвинутых королём и его людьми, но затем сумели собрать армию и выступили против них. Олаф, которому в тот момент было 12 или 13 лет, сумел победить их в последовавшей битве. 
Примерно в 1030 году вождь шведских викингов по имени Фрейгейрр, возможно, погиб в битве на Сааремаа. 
В «Ливонской хронике» рассказывается о том, что жители Эстонии плавали на двух видах кораблей: piratica и liburna. Первые предназначались для военных нужд, вторые — преимущественно для торговых. Piratica могла вместить около 30 человек и имела высокий нос в форме дракона или змеиной головы, а также четырёхугольный парус. 

## Экономика
В эпоху викингов самым важным экспортным товаром, вывозившимся с территории Эстонии, было железо, которое добывалось там в нескольких местах из болотных руд. Было установлено, что экспорт железа из Эстонии начался перед концом железного века.
Как во всей Северной Европе в эпоху викингов, в Эстонии ковались мечи и копья. Клинки Петерсена типа К были наиболее распространены в Эстонии в X веке, также были обнаружены наконечники копий Петерсена типа М.

## Археология

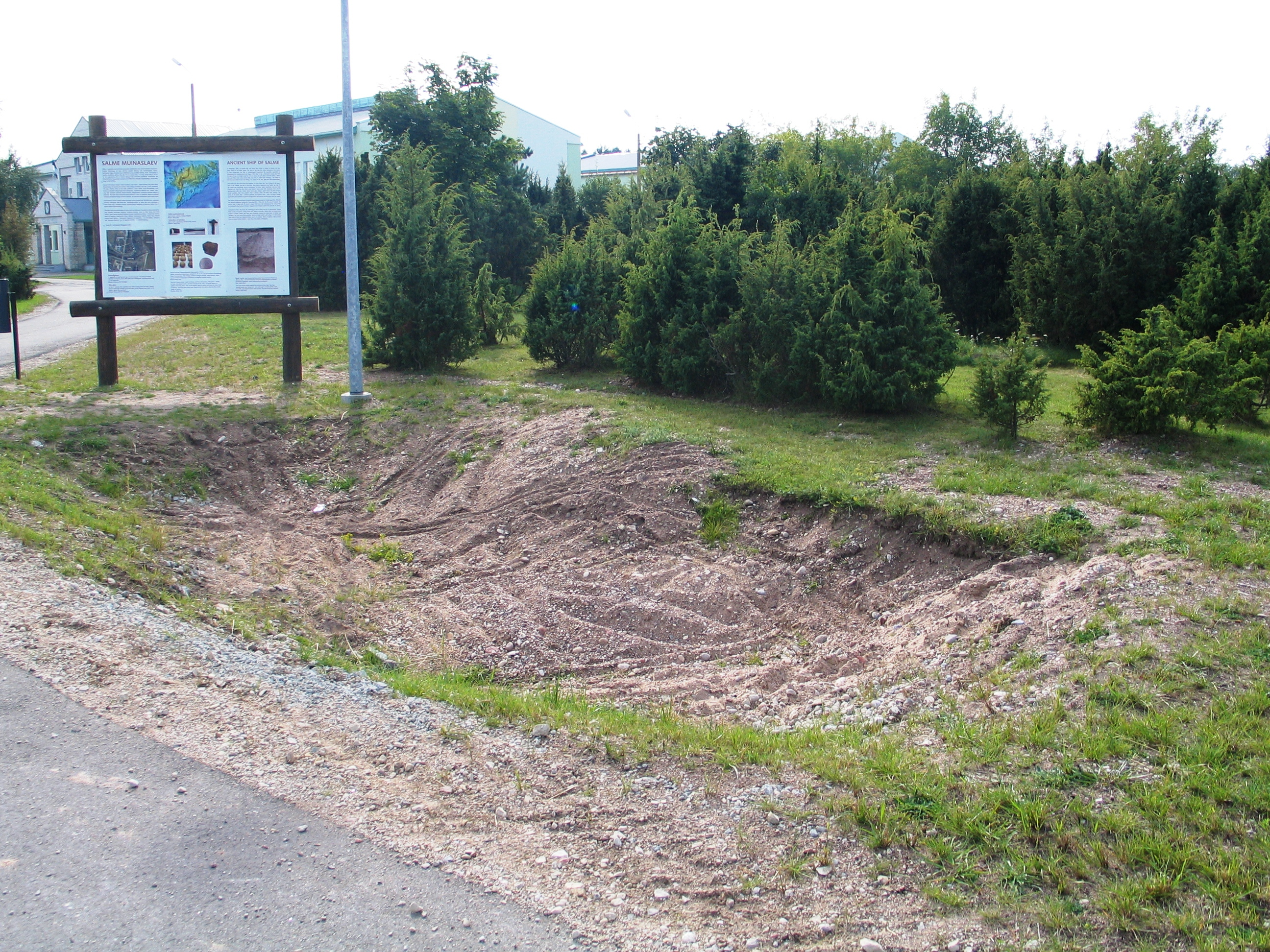
Место, где был раскопан один из Корабли Салме

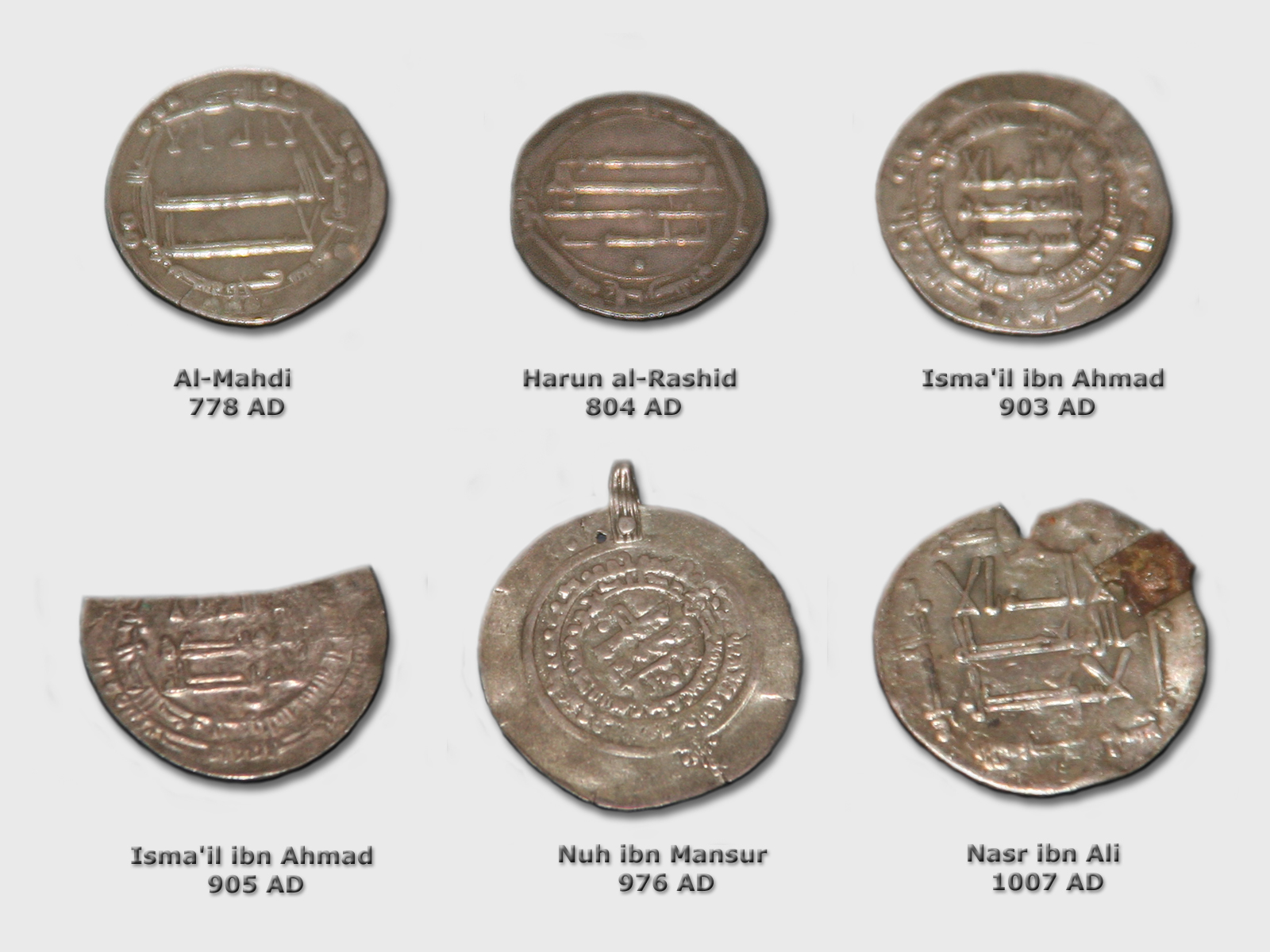
Дирхамы из кладов, найденных в Эстонии

Сокровища эпохи викингов, найденные в Эстонии, состоят преимущественно из серебряных монет и слитков. Остров Сааремаа отличается наибольшим после шведского острова Готланд количеством кладов викингов, обнаруженных в балтийском регионе. Это обстоятельство служит убедительным доказательством того, что Эстония занимала важное место в эпоху викингов. 
В Эстонии было открыто огромное множество кладов XI и XII веков. Самые ранние клады монет, найденные там, состоят из арабских дирхамов VIII века. Крупнейшие клады эпохи викингов в Эстонии были обнаружены в Майдле и Козе. Из 1500 монет, опубликованных в каталогах, 1000 — англо-саксонские.
В 2008 и 2010 годах у поселка Салме на острове Сааремаа были обнаружены два клинкерных корабля скандинавского происхождения. Названные кораблями Салме, оба они были использованы для погребения около 700—750 года, во время скандинавского железного века, и содержали останки более 40 воинов, погибших в бою, а также многочисленные виды оружия и другие артефакты.
В эпоху викингов территория Эстонии делилась на два отдельных культурных пространства — северную и западную Эстонию, а также юго-восточную Эстонию. Северная и западная Эстония, составлявшая около 2/3 от общей территории Эстонии, была густонаселена, включая остров Эзель, и относилась к скандинавскому культурному ареалу.
Корабли Салме, раскопанные в 2011 и 2013 годах и датированные примерно 750 годом, были интерпретированы как захоронения людей, прибывших на Сааремаа из Швеции, на основании того, что всё оружие и другие артефакты были шведского типа. Но раскопки культового места в Вийдумяэ (памятник, датируемый VII—VIII вв.) на Сааремаа (20 км от Салме), проводившиеся с 2014 года, заставили исследователей пересмотреть эти выводы, так как большое количество оружия и других предметов такого же типа как и то, что было обнаружено в Салме, были найдены и в Вийдумяэ. При этом последние были явно местного производства, будучи смешанными с большим количеством булавок местного типа, но с традиционными скандинавскими украшениями, что свидетельствует о том, что те же типы оружия, что были найдены в кораблях Салме, использовались и в Эстонии. Хотя то, что в X веке оружие и другие атрибуты воинов с Сааремаа не отличались от используемых в Швеции, было хорошо известно, но находки в Вийдумяэ, наряду с появлением около 650 года захоронений нового типа на Сааремаа, свидетельствуют о значительном влиянии Швеции на культуру Сааремаа задолго до X века.

## Население
Население древней Эстонии в позднем железном веке, около 1100 года, оценивается в 150 000, а по наивысшим оценкам — около 180 000 человек. Это примерно в пять раз больше населения той же области во время римского железного века (30 000 человек приблизительно в 400 году). Для сравнения, население Норвегии в XI веке оценивалось примерно в 200 000 человек.
Предположительно, в начале XI века всю территорию Эстонии населяли финские племена. К тому же времени относятся и упоминания о вероятном норвежском поселении в Харьюмаа.
Жители Эстонии эпохи викингов считаются прямыми предками современных эстонцев. Археолог Андрес Тваури следующим образом ответил на вопрос об их этнической принадлежности:
Я убеждён, что современная эстонская национальная идентичность является продуктом событий и идеологий XVIII-XIX веков. В то же время нет никаких сомнений в том, что люди, населявшие Эстонию во второй половине первого тысячелетия, являются прямыми предками современных эстонцев

## Культура
В эпоху викингов территория Эстонии была разделена между двумя отдельными культурными зонами — северной и западной Эстонией и юго-восточной Эстонией. Первая относилась к скандинавскому культурному ареалу. Северная и западная Эстония в целом соответствовали территориям исторических регионов Сааремаа, Ляэнемаа, Харьюмаа и Вирумаа. Исходя из скандинавских письменных источников, можно сделать вывод, что четыре этих области чётко различались в глазах скандинавов, которые использовали для каждой из них отдельные названия: Эйсюсла для Сааремаа, Адалсюсла для Ляэнемаа, Рефаланд для Харьюмаа и Вирланд для Вирумаа. Исторический регион Сааремаа включал в себя все острова западной Эстонии, а не только один остров Сааремаа. 

## Архитектура

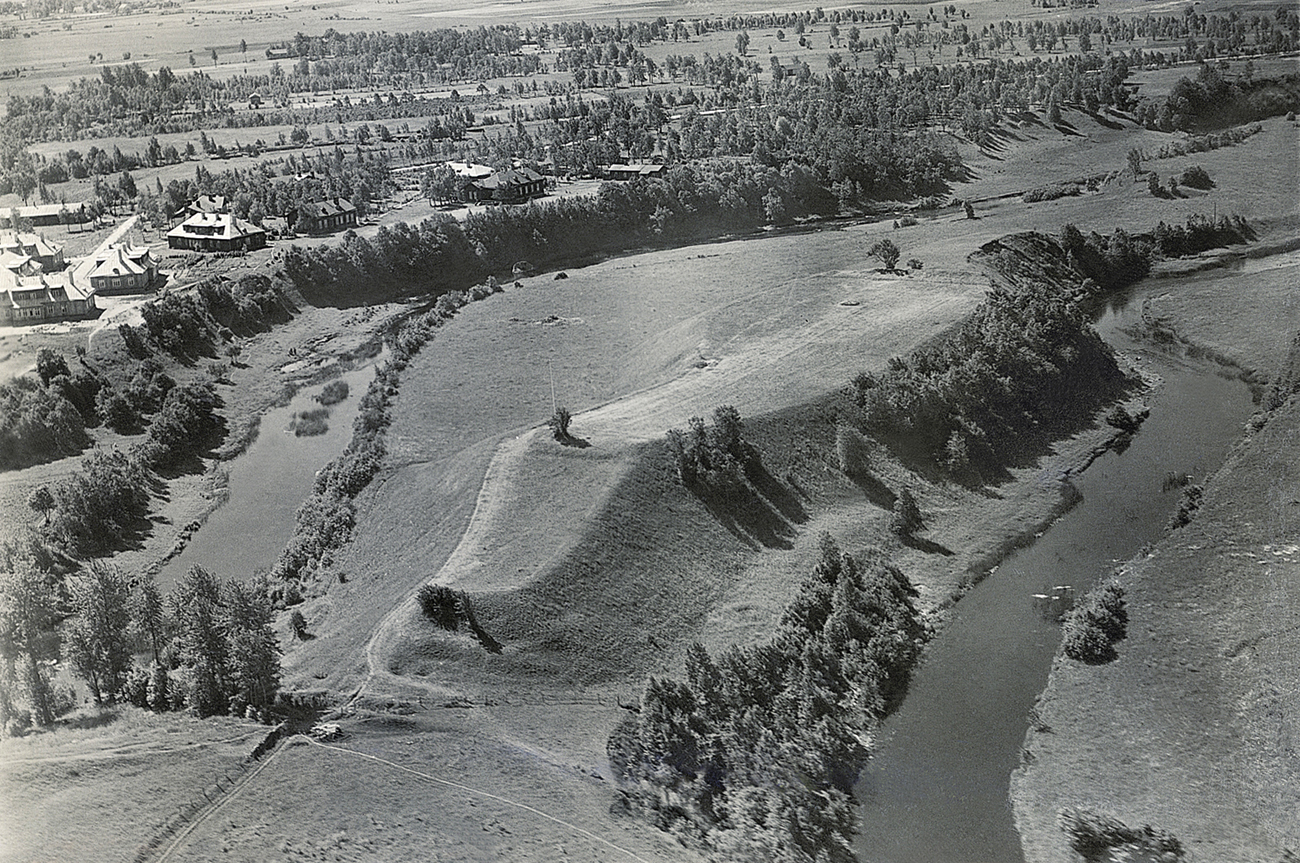
Аэрофотоснимок форта Иру в северной Эстонии, 1924 год.

В Эстонии известен 41 форт, датированный второй половиной первого тысячелетия. 37 из них были построены и/или использовались в эпоху викингов и ей предшествующий период. В северо-западной Эстонии наиболее тщательно изученным фортом, использовавшимся в эпоху викингов, является форт Иру. Начало эпохи викингов в Эстонии можно отнести к наиболее активному периоду в жизни этого форта. Его укрепления первоначально были построены из дерева и песка, но впоследствии были укреплены большими каменными валами в обоих своих концах.
Форты в эпоху викингов в Эстонии располагались преимущественно в поселениях. Также хорошо прослеживается связь между размещением крепостей и положением рек. Это можно объяснить тем, что реки использовались в качестве транспортных путей, а также тем, что склоны берегов рек служили удобным местом для возведения фортов среди довольно плоского ландшафта Эстонии.

### Районы с фортами эпохи викингов
| Ахисилла   | Хинниала | Иру     | Кярла   | Рыуге     | Тиллеору |
| Кассинурме | Кеава    | Куриста | Лихула  | Саадъярве | Тырва    |
| Мырги      | Йоаорг   | Отепя   | Пада    | Сонтагана | Унипиха  |
| Падизе     | Пеацкиви | Портсе  | Раквере | Тарту     | Куусалу  |

### Места, связанные с эпохой викингов
- Форт на холме Иру[23]
- Форт Кыйвукюла Аагемяги[англ.][26]
- Форт Мярди[англ.][27]
- Форт Труута Нахалин[28][29]
- Поселение Аакре Кививаре[30][31]
- Кыриста линнамяги, Пылва[32]
- Поселение на озере Валгъярв, Кооркюла[33][34]
- Могильник Лахепера, восточная Эстония[35]
- Форт Кеава[36]
- Ягала-Йоа IV[37].

## Конец эпохи
Конец эпохи викингов в Эстонии определяется археологами следующими характерными чертами:
- Запустение поселений с фортами
- Возникновение деревенских поселений
- Новый тип захоронений
- Появление больших кладбищ
- Распространение гончарного колеса.
- Начало культивирования озимой ржи

С усилением централизованной власти и укреплением береговой обороны в районах, открытых для набегов викингов, походы последних стали более рискованными и менее прибыльными. С растущим влиянием христианства и возвышением королей и квазифеодальной системы в Скандинавии эти набеги полностью прекратились. В XI веке скандинавы часто конфликтовали с эстонскими викингами (Víkingr frá Esthland), что в итоге привело к участию немцев, датчан и шведов в Северных крестовых походах и скандинавскому завоеванию Эстонии. 
Местные племена были покорены и насильственно крещены немецкими, датскими и шведскими войсками.